# 975 v.Chr.
Het jaar 975 v.Chr. is een jaartal volgens de christelijke jaartelling.

## Gebeurtenissen
- Begin van de regeerperiode van Salomo, koning van Israël.
- Aanvang van de kolonisatie van de eilanden in de Egeïsche Zee en langs de kusten van Klein-Azië door de Doriërs. Dit duurt tot ongeveer 800 v.Chr.